# Büdinger Schützengesellschaft von 1353
Die Büdinger Schützengesellschaft von 1353 e. V. ist ein Schützenverein in Büdingen, Hessen in Deutschland.

## Geschichte
Die Büdinger Schützengesellschaft von 1353 ist nachweislich einer der ältesten Schützenvereine Deutschlands.
Heinrich II. von Isenburg, Herr zu Büdingen, gab 1353 seiner Stadt Büdingen einen Freiheitsbrief – die erste Stadtverfassung. Neben der Befreiung der Bürger von einem Teil der Steuern, Abgaben und Dienstleistungen verpflichtete er die Büdinger, Gräben und Wälle, Mauern und Tore in gutem baulichen Zustand zu halten und diese durch ständige Wächter auf den Brücken und Türmen zu bewachen. Auf diese Aufgabe eines eigenverantwortlichen Schutzes der Siedlung durch die Bürger bezieht sich die Schützengesellschaft als Gründungsjahr.

## Vorstand
Der geschäftsführende Vorstand der Büdinger Schützengesellschaft:
- Oberschützenmeister: Dieter Rummel
- Schützenmeister Schießbetrieb: Hans Schweighöfer
- Schützenmeister Wirtschaftsbetrieb: Ulrich Majunke
- 1. Rechner: Richard Heck
- 1. Schriftführer: Daniel Strübel

## Sport

### Disziplinen
Geschossen werden statischen Kurz- und Langwaffendisziplinen des Deutschen Schützenbundes. Der Verein verfügt über Sportanlagen für Druckluft-, Kleinkaliber- und Großkaliberdisziplinen für Lang- und Kurzwaffen.

### Sportliche Erfolge
Seit 2014 gelang jedes Jahr die Anzahl der jugendlichen Starter bei den Deutschen Meisterschaften zu erhöhen. So erreichten die Schützenjugend zum Beispiel im Jahr 2019 insgesamt 26 Starts bei den Deutschen Meisterschaften. 
Durch Kooperationen mit andern Vereinen (hierdurch werden auch kleineren Vereinen die Möglichkeit der Mannschaftsbildung geboten), sind nicht nur die Anzahl der Starts signifikant gestiegen, sondern dadurch würden inzwischen mehrfach Mannschaftsmedaillen sowie Top 3 Platzierung im Einzel erzielt.
Das Jahr 2023 ist nun bei insgesamt 37 Jungschützen die aus insgesamt 17 unterschiedlichen Vereinen über 9 Schützenbezirke verteilt, zusammengefunden haben, um bei den diesjährigen Meisterschaften anzutreten.
Im Jahre 2001 konnten sich vierzehn Mitglieder der Büdinger Schützengesellschaft für die Teilnahme an den Deutschen Meisterschaften im Großkaliberschießen mit der Kurzwaffe qualifizieren.
2002 errangen die Sportschützen der Büdinger Schützengesellschaft auf Kreisebene 48 Meistertitel und zusätzlich 5 Meistertitel in der Juniorenklasse. Auf Schützengauebene wurden 14 Meister und 4 Vizemeister errungen. Die Pistolenschützen errungen vierundzwanzig Platzierungen zur Deutschen Meisterschaft.
In den Jahren 2003 bis heute wurden regelmäßig vordere Plätze auf den Landesmeisterschaften des Hessischen Schützenverbandes und Platzierungen auf den Deutschen Meisterschaften nach den Regeln des Deutschen Schützenbundes erzielt.

## Schießstände
Seit dem 17. Jahrhundert befindet sich das Schießgelände der Büdinger Schützen auf dem „Hammer“. Im Jahre 1883 erwarb die Büdinger Schützengesellschaft auf der städtischen Hammerweide die landwirtschaftliche Festhalle und errichtete dort die ersten festen Schießstände. 1914 wurde eine offene Festhalle in Holzständerbauweise errichtet, die mit aus Gründen des vorbeugenden Brandschutzes in den Jahren 2015 bis 2019 durchgeführten Umbauten, noch heute als solche betrieben wird. Im Jahr 1997 verkaufte die Stadt Büdingen das Gelände am Hammer an die Schützengesellschaft.

### Kurzwaffe
Der Verein besitzt einen 25 m-Stand mit 14 Schützenständen für Kurzwaffen bis Kaliber .45 bis maximal 1.500 Joule. Der Stand ist als Duellanlage ausgelegt. Ablagemöglichkeiten und Aufenthaltsraum stehen zur Verfügung. Leihwaffen im Kaliber .22 lfB sind vom Verein erhältlich und Gäste zugelassen.

### Langwaffe
Der 50-m-Stand mit 24 Schützenständen ist gleichermaßen für Kurzwaffen und Langwaffen im Kaliber .22 lfB zugelassen. 10 Stände sind mit Meyton Anlagen ausgestattet. Die restlichen Stände sind mit Seilzuganlage, Schießtischen, höhenverstellbaren Auflagen, Ablagemöglichkeiten für Zubehör ausgestattet. Leihwaffen sind erhältlich, Gastschützen sind zugelassen.
Eine 100-m-Anlage mit 8 Ständen steht seit Mai 2013 zur Verfügung. Die Anlage ist mit elektronischen Trefferanzeigen der Firma Meyton ausgerüstet und für Langwaffen bis zu 7000 Joule Geschossbewegungsenergie zugelassen.

### Druckluft
Für Druckluftwaffen ist ein 10-m-Stand mit 12 Schützenständen vorhanden und mit elektronischen Trefferanzeigen aus dem Hause Meyton ausgestattet.
Auf dem Stand können alle Druckluftwaffen der Sportordnung des DSB geschossen werden. Gastschützen sind zugelassen, Leihwaffen stehen zur Verfügung.

## Verband
Die Schützengesellschaft ist im DSB organisiert. Unterabteilungen sind der Deutschen Schießsport Union e.V. sowie dem BdMP angeschlossen.

## Regelmäßige Veranstaltungen
Eine traditionsreiche Veranstaltung des Vereins ist das seit 1535 jährlich abgehaltene Pfingstschießen. Weitere regelmäßige Veranstaltungen sind das Ostereierschießen eine Woche vor dem Ostersonntag und das Herbstritter- und Entenschießen am letzten Samstag vor dem 1. Advent.